# Joseph Vanderick
Joseph Vanderick (Courcelles, 18 december 1873 - 27 augustus 1927) was een Belgisch senator.

## Levensloop
Vanderick was op zijn negen jaar al mijnwerker. Hij werd actief binnen de Belgische Werkliedenpartij en was van 1904 tot 1908 gemeenteraadslid in Courcelles.
In 1922 werd hij socialistisch senator voor het arrondissement Charleroi in opvolging van de overleden Auguste Houzeau de Lehaie en vervulde dit mandaat tot aan zijn dood.
Courcelles heeft een Rue Joseph Vanderick. Een gedenkplaat herinnert aan hem, op de gevel van het nummer 149 in die straat.